# Kinesisk monal
Kinesisk monal (Lophophorus lhuysii) är en hotad, bergslevande  fågel i familjen fasanfåglar inom ordningen hönsfåglar, endemisk för Kina.

## Utseende och läte
Kinesisk monal är en stor (75–80 cm) och färgglad monal med buskig tofs. Hanen har en glittrande fjäderdräkt bestående av grönt huvud, purpurfärgad tofs, koppar- eller guldglänsande nacke och övre mantel, purpurgrön ovansida och stjärt samt vitaktig nedre rygg. Vidare är undersidan svartaktig och i ansiktet syns blå bar hud.
Den mindre honan har mindre tydlig tofs och  intrikat tecknad mörkgrå och rostbrun kropp. Undersidan är streckad, ryggen vit och stjärten rostfärgad, finbandad i svart.
Hane av liknande arten vitstjärtad monal (Lophophorus sclateri) saknar tofs och har mer vitt på ryggen, medan honan är bandad under och blek (ej vit) på ryggen. Båda könen har vitspetsad stjärt.
Från hanen hörs en vissling påminnande om ett rostigt gångjärn och andra ljusa pipande läten.

## Utbredning och systematik
Kinesisk monal förekommer i Kinas bergsregioner i södra Gansu, nordvästra Sichuan och Yunnan. Den behandlas som monotypisk, det vill säga att den inte delas in i några underarter.

## Levnadssätt
Kinesisk monal hittas i buskmarker med rhododendron och på alpängar med exponerade klippor ovan trädgränsen, men rör sig ibland ner i barrskogsbältet. Den har påträffats mellan 2800 och 4900 meters höjd, men ses normalt mellan 3300 och 4500. Fågeln lever av rötter, rotknölar, löv och blommor. Den häckar mellan mars och juni, det vill säga tidigare än andra bergslevande fasanfåglar.
Undersökningar i Baoxing i Sichuan visar att det möjligen kan ta fågeln ett antal år att bli könsmogen. Vidare häckar den möjligen inte varje år.

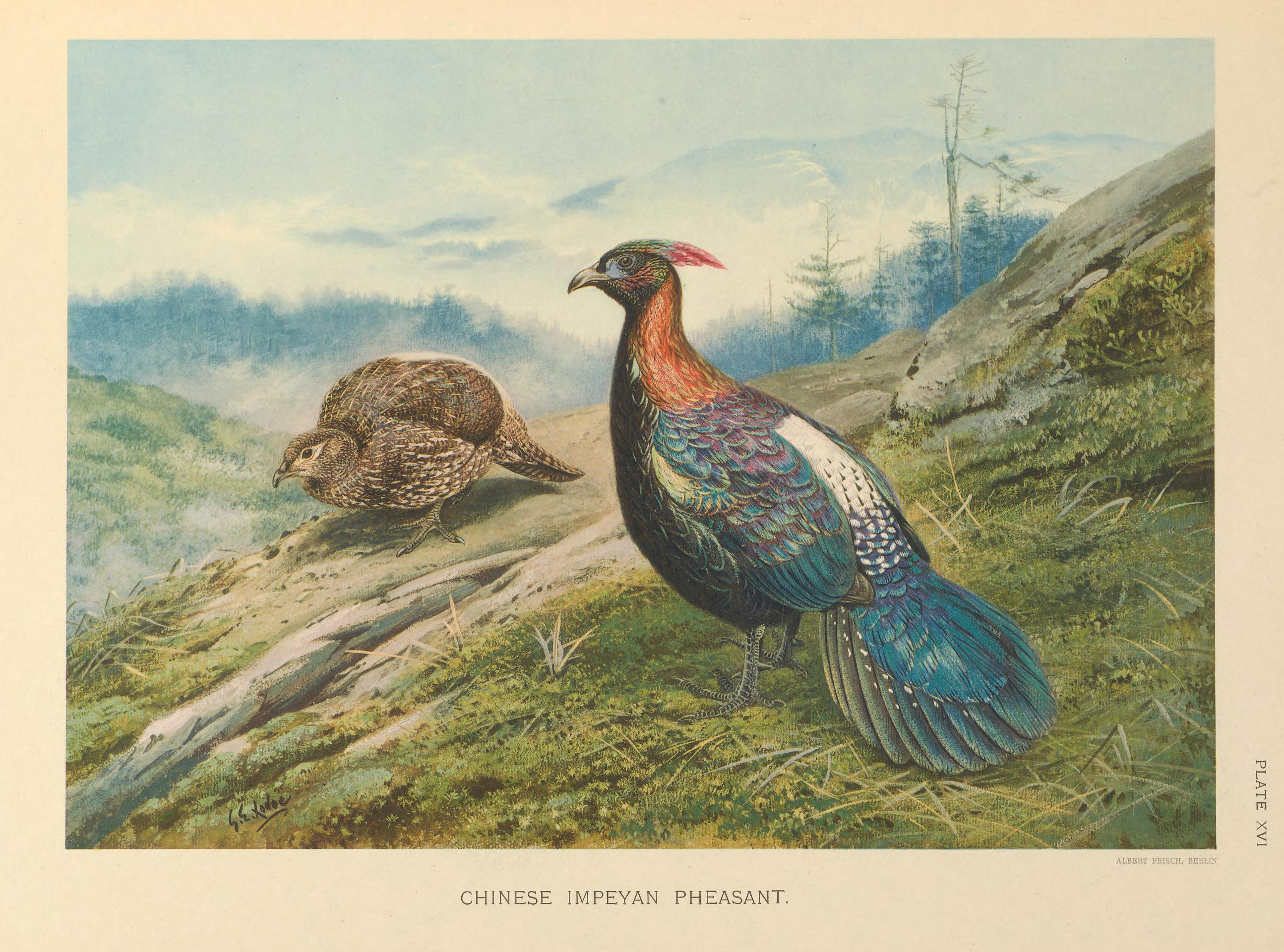

## Status och hot
Kinesisk monal har en liten världspopulation på uppskattningsvis 6 000–10 000 vuxna indiider. Den tros dessutom minska i antal till följd av habitatförlust och jakt inom ett redan fragmenterat utbredningsområde. Internationella naturvårdsunionen IUCN kategoriserar den därför som sårbar (VU).

## Namn
Artens vetenskapliga namn är uppkallat efter den franske diplomaten och politikern Édouard Drouyn de Lhuys.